# NGC 4103
NGC 4103 (również OCL 871 lub ESO 130-SC5) – gromada otwarta znajdująca się w gwiazdozbiorze Krzyża Południa. Odkrył ją James Dunlop 30 kwietnia 1826 roku. Jest położona w odległości ok. 5,3 tys. lat świetlnych od Słońca.